# Bill Nyrop
William Donald „Bill“ Nyrop (* 23. Juli 1952 in Washington, D.C.; † 31. Dezember 1995 in Minneapolis, Minnesota) war ein US-amerikanischer Eishockeyspieler und -trainer, der im Verlauf seiner aktiven Karriere zwischen 1970 und 1978 sowie 1981 und 1983 unter anderem 242 Spiele für die Canadiens de Montréal und Minnesota North Stars in der National Hockey League auf der Position des Verteidigers bestritten hat. Während seiner lediglich vier Spielzeiten in der NHL gewann Nyrop insgesamt dreimal den Stanley Cup – alle zwischen 1976 und 1978 mit Canadiens de Montréal. Obgleich seiner relativ kurzen Profikarriere wurde er im Jahr 1997 für seine Leistungen um den Eishockeysport in den Vereinigten Staaten posthum in die United States Hockey Hall of Fame aufgenommen.

## Karriere
Nyrop wurde in der US-amerikanischen Landeshauptstadt Washington, D.C. geboren, aufgrund der beruflichen Verpflichtungen seines Vaters im Militär und der Regierung unter Präsident Harry S. Truman zog die Familie in den frühen 1950er-Jahren nach Edina im Bundesstaat Minnesota. Dort verbrachte der Abwehrspieler seine Jugend und besuchte bis 1970 die dortige Edina High School. Anschließend beging Nyrop ein Studium an der University of Notre Dame, wo er in den folgenden vier Jahren parallel dazu für die Eishockeymannschaft der Universität in der Western Collegiate Hockey Association, einer Division im Spielbetrieb der National Collegiate Athletic Association, auflief. In dem Zeitraum über vier Jahre zwischen 1970 und 1974 wurde er am Ende der Saison 1972/73 sowohl ins Second All-Star Team der WCHA als auch ins West First All-American Team der NCAA gewählt. Im Sommer zuvor war er bereits im NHL Amateur Draft 1972 in der fünften Runde an 66. Stelle von den Canadiens de Montréal aus der National Hockey League ausgewählt worden.
Nach dem Abschluss seines Studiums wechselte der US-Amerikaner im Sommer 1974 in den Profibereich. Von den in der Defensive stark besetzten Canadiens wurde Nyrop zunächst an das Farmteam Nova Scotia Voyageurs aus der American Hockey League abgegeben. Dort verbrachte er nahezu zwei Spielzeiten, ehe ihm im Verlauf der Saison 1975/76 für Montréal in der NHL debütierte. Am Ende der Stanley-Cup-Playoffs 1976 gewann er seinen ersten Stanley Cup mit den Franko-Kanadiern. Seine Leistungen im Saisonverlauf bescherten Nyrop zu Beginn der Spielzeit 1976/77 einen Stammplatz im Kader der Habs, mit denen er in den folgenden beiden Playoffs 1977 und 1978 zwei weitere Stanley-Cup-Siege folgen ließ.
Trotz der immensen Erfolge in seinen ersten drei NHL-Jahren entschied sich Nyrop nach den Playoffs 1978, kurz vor seinem 26. Geburtstag, vom aktiven Sport zurückzutreten. Er entschied sich, obwohl zahlreiche Teamkollegen und das Trainerteam versuchten, ihn vom Gegenteil zu überzeugen, ein Studium der Rechtswissenschaft zu beginnen. Während seines Studiums transferierten die Canadiens ihn jedoch – obgleich seines Rücktritts – im August 1979 zu den Minnesota North Stars. Diese gaben dafür eine Zweitrunden-Wahlrecht im NHL Entry Draft 1979 ab. Es dauerte allerdings bis zur Vorbereitung auf die Saison 1980/81, ehe das Management der North Stars den Verteidiger von einem Comeback überzeugen konnte. Im Rahmen des Dagens Nyheter Cup in Schweden im September 1980 absolvierte Nyrop seine ersten Spiele für das Franchise. Zur Spielzeit 1981/82 stand er nach drei Jahren Pause wieder in der NHL auf dem Eis und kam zu 44 Einsätzen für Minnesota.
Nachdem ihn diese im Juni 1982 gemeinsam mit Steve Christoff und einem Zweitrunden-Wahlrecht im NHL Entry Draft 1982 im Tausch für Willi Plett und ein Viertrunden-Wahlrecht desselben Drafts an die Calgary Flames abgegeben hatten, kehrte Nyrop der Liga erneut den Rücken. Seine letzte Profispielzeit verbrachte er in der Saison 1982/83 beim Kölner EC in der deutschen Eishockey-Bundesliga. Anschließend zog er sich im Alter von 31 Jahren ein zweites und letztes Mal aus dem aktiven Profisport zurück und beendete im Jahr 1986 erfolgreich sein zuvor begonnenes Jurastudium mit dem Titel Juris Doctor.
Nach mehr als neun Jahren außerhalb der Eishockeyszene kehrte Nyrop zur Saison 1992/93 in den Sport zurück und wurde als Cheftrainer der Knoxville Cherokees aus der East Coast Hockey League angestellt. Diese verließ er nach einer enttäuschenden Spielzeit und kaufte daraufhin das Franchise der West Palm Beach Blaze aus der Sunshine Hockey League, das er gleichzeitig auch als Cheftrainer betreute. Der US-Amerikaner blieb drei Jahre lang Besitzer und Trainer des Teams in Personalunion und gewann mit der Mannschaft dreimal in Folge die Meisterschaft in Form des Sunshine Cups. Im Sommer 1995 verkaufte er das Franchise wieder, war jedoch weiterhin als Trainer des Teams angestellt, das fortan unter dem Namen West Palm Beach Barracudas in der ebenfalls umbenannten Southern Hockey League antrat. Diesen Posten legte Nyrop jedoch im September 1995 nieder, nachdem bei ihm Darmkrebs im inoperablen Zustand diagnostiziert wurde, der sich bereits in Leber und Lunge ausgebreitet hatte. Nyrop verstarb nur drei Monate nach der Diagnose Ende Dezember 1995 im Alter von 43 Jahren in Minneapolis. Für seine Verdienste um den Eishockeysport in den Vereinigten Staaten wurde er im Jahr 1997 posthum in die United States Hockey Hall of Fame aufgenommen.

### International
Für sein Heimatland nahm Nyrop bereits vor seinem Wechsel in den Profibereich an seinem ersten internationalen Turnier teil. Im Frühjahr 1974 bestritt er mit der Nationalmannschaft der Vereinigten Staaten die B-Weltmeisterschaft 1974 im jugoslawischen Ljubljana. Dabei blieb die Mannschaft in sieben Turnierspielen ungeschlagen und schaffte den Aufstieg in die A-Gruppe zur folgenden Weltmeisterschaft. Im Rahmen der WM wurde Nyrop als einer der beiden Verteidiger ins All-Star-Team des Turniers gewählt.
Zwei Jahre später vertrat Nyrop die USA beim erstmals ausgetragenen Canada Cup 1976. In fünf Turniereinsätzen erzielte der Abwehrspieler ein Tor und bereitete ein weiteres vor.

## Erfolge und Auszeichnungen
| - 1973 WCHA Second All-Star Team - 1973 NCAA West First All-American Team - 1976 Stanley-Cup-Gewinn mit den Canadiens de Montréal - 1977 Stanley-Cup-Gewinn mit den Canadiens de Montréal - 1978 Stanley-Cup-Gewinn mit den Canadiens de Montréal | - 1993 Sunshine-Cup-Gewinn mit den West Palm Beach Blaze (als Cheftrainer) - 1994 Sunshine-Cup-Gewinn mit den West Palm Beach Blaze (als Cheftrainer) - 1995 Sunshine-Cup-Gewinn mit den West Palm Beach Blaze (als Cheftrainer) - 1997 Aufnahme in die United States Hockey Hall of Fame (posthum) |

### International
- 1974 Aufstieg in die A-Gruppe bei der B-Weltmeisterschaft
- 1974 All-Star-Team der B-Weltmeisterschaft

## Karrierestatistik

### International
Vertrat die USA bei:
- B-Weltmeisterschaft 1974
- Canada Cup 1976

(Legende zur Spielerstatistik: Sp oder GP = absolvierte Spiele; T oder G = erzielte Tore; V oder A = erzielte Assists; Pkt oder Pts = erzielte Scorerpunkte; SM oder PIM = erhaltene Strafminuten; +/− = Plus/Minus-Bilanz; PP = erzielte Überzahltore; SH = erzielte Unterzahltore; GW = erzielte Siegtore; 1 Play-downs/Relegation; Kursiv: Statistik nicht vollständig)